# Helicodendron multicatenulatum
Helicodendron multicatenulatum är en svampart som beskrevs av Beverw. 1953. Helicodendron multicatenulatum ingår i släktet Helicodendron, ordningen disksvampar, klassen Leotiomycetes, divisionen sporsäcksvampar och riket svampar.   Inga underarter finns listade i Catalogue of Life.